# 크레이지레이싱 카트라이더
《크레이지레이싱 카트라이더》(Crazyracing Kartrider)는 니트로 스튜디오가 개발하고 넥슨에서 서비스했던 레이싱 비디오 게임이다. 크레이지레이싱 카트라이더 한국서버는 2004년 6월 1일에 오픈베타 서비스를 시작하였으며, 정식 서비스는 2004년 8월 18일에 시작하였다.
2022년 12월 11일, 크레이지레이싱 카트라이더의 공식 후속작인 카트라이더: 드리프트 출시를 앞두고, 크레이지레이싱 카트라이더 한국 서버 서비스의 종료를 공지하였다. 이후 2023년 1월 5일, 온라인 방송을 통하여 3월 31일에 서비스가 종료되었다.
중화권에서는 HF라고 부른다.

## 연혁
- 2004년 4월 2일: 카트라이더 클로즈 베타 테스트 실시
- 2004년 9월 30일: 문화관광부 선정 이달의 우수게임 선정[2]
- 2004년 12월 9일: 대한민국 게임대상 인기상 수상
- 2005년 5월 12일: 코크플레이 카트라이더 1차리그 개최 (초대 정규 리그)
- 2011년 12월 28일: 2011 대한민국 e스포츠 대상, SK텔레콤 올해의 종목상 수상[3]
- 2020년 5월 12일: 카트라이더 러쉬플러스 정식 출시
- 2023년 1월 12일: 카트라이더: 드리프트 정식 출시
- 2023년 1월 31일: TF 카트라이더 서비스 종료
- 2023년 3월 31일: 한국(HF)서비스 종료

## 해외 서비스

### 중국
2005년 12월에 중국의 게임 배급사 '세기천성'과 계약을 맺어 2006년 3월 18일에 카트라이더 중국어판 서비스를 시작하였다.
중화권에서는 GF라고 부른다.
중국 카트라이더는 한국 카트라이더와는 달리 지속적으로 운영 및 업데이트 예정이라고 한다.

### 대만,홍콩
2006년 12월에 대만의 게임 배급사 '감마니아(Gamania)'와 계약을 맺어 2007년 1월 4일부터 대만 서비스를 시작하였고 2007년 1월 26일에 정식출시되었다. 홍콩 beanfun!이 대만으로 이전됨에 따라 2017년 4월 13일부터 대만 서버와 홍콩 서버와 통합되었다. 2023년 1월 31일에 서비스가 종료되어서 유일한 해외 서비스는 중국 서비스 밖에 지원하지 않게 되고 2023년 3월 31일에 한국 서비스가 종료될 시 중국 서비스가 유일한 카트라이더 국가 지원 서버가 된다.
중화권에서는 TF라고 부른다.

### 미국
2007년 5월 1일에 '넥슨 아메리카'와 계약을 맺어 서비스를 시작했으나, 2008년 3월 19일에 서비스를 종료하였다.

### 타이
2008년 6월에 타이의 게임 배급사 'Good Game'사와 계약을 맺어 2008년 10월 16일 타이에 진출했다. 현재는 서비스를 종료하였다.

### 베트남
2009년 10월 20일부터 2011년 3월 10일까지 서비스하였다.

### 러시아
2009년 6월 18일에 진출하여, 2011년 2월에 오픈 베타 서비스를 시작하였으나, 서비스를 종료했다.

### 인도네시아
2012년 2월 9일에 인도네시아로 진출해 퍼블리셔 '크레온'을 통해 CBT를 마치고 정식 서비스를 시작했으나, 2015년 6월 1일 서비스가 종료되었다.

### 일본
2012년 4월 26일에 일본에 진출하였지만, 이용자 수 하락으로 2012년 9월 6일 캐시 아이템이 무료로 변경되었고, 2013년 1월 10일 서비스가 종료되었다.

## 후속작
- 크레이지레이싱 에어라이더
- 카트라이더 러쉬
- 카트라이더 슈퍼러쉬
- 카트라이더: 드리프트
- 카트라이더 러쉬플러스

## 서비스 종료

### 2023년1월 6일
결제 서비스 종료

### 2023년1월 12일
라이더 드림(Dream) 프로젝트 페이지 오픈

### 2023년2월 1일
카트라이더 환불 신청 페이지 오픈

### 2023년3월 31일
카트라이더 서비스 종료

### 2023년5월 2일
카트라이더 공식 홈페이지 접근 시 카트라이더: 드리프트 홈페이지로 리다이렉트